# Platanthera roseotincta
Platanthera roseotincta är en orkidéart som först beskrevs av William Wright Smith, och fick sitt nu gällande namn av Tang och Fa Tsuan Wang. Platanthera roseotincta ingår i släktet nattvioler, och familjen orkidéer. Inga underarter finns listade i Catalogue of Life.